# Canadian Journal of Physics
Canadian Journal of Physics/Revue Canadienne de Physique is een internationaal, aan collegiale toetsing onderworpen wetenschappelijk tijdschrift op het gebied van de natuurkunde.
De naam wordt in literatuurverwijzingen meestal afgekort tot Can. J. Phys.
Het wordt uitgegeven door NRC Research Press namens de National Research Council of Canada en verschijnt maandelijks.